# بتروسنان
بتروسنان «بتروسنان للبترول» (بالإنجليزية: PetroSennan) هي إحدى شركات قطاع البترول المصري. تأسست الشركة في 21 أكتوبر 2010 طبقاً للاتفاقية الموقعة بين الهيئة المصرية العامة للبترول وشركة نفتوجاز الأوكرانية بمنطقة علم الشويش شرق بالصحراء الغربية. تبلغ مساحة مناطق تنمية الشركة 115 كم مربع بإجمالي احتياطي يعادل 36 مليون برميل زيت و243 بليون قدم مكعب غاز.

## المساهمين
- الهيئة المصرية العامة للبترول.[3]
- نفتوجاز الأوكرانية.[3]

## رؤساء الشركة
- الأمير محمد عيد (مايو 2020 - حتى الآن).[6]
- أشرف الأمير (1 أبريل 2017 - ).[7]
- محمود عبد الفتاح (18 فبراير 2016 - 1 أبريل 2017).[1]
- عبد الخالق الطحاوي.[4]